# Qu'elle était belle cette utopie !

Qu'elle était belle cette utopie (Paris, Le Cherche Midi, 2000) est un essai autobiographique de Jacques Rossi. C'est un recueil de nouvelles qui se caractérisent par un style « lapidaire ». A l'instar de Varlam Chalamov, qu'il a beaucoup lu à son retour de détention, Rossi utilise « des récits très courts qu'il considère comme des "instantanés", révélant l'intention "photographique" de son écriture ».
Cet ouvrage décrit la détention effectuée entre 1937 et 1956 dans le Goulag soviétique par l'auteur, ancien agent du Komintern, accusé d'espionnage et victime des Grandes Purges de 1937.  
Une partie des récits a été publiée en 1995, sous le nom de Fragments de vie, aux éditions Elikia. Rossi, qui était rentré définitivement en France en 1985,  n'avait jusque-là pas trouvé d'éditeur car, en dépit de la perestroïka qui avait lieue en URSS à cette époque, son témoignage « dérangeait » des intellectuels français pour lesquels il n'« était pas convenable de dévoiler des faits gênants pour l'URSS, qui a tant contribuée à libérer l'Europe du fascisme ». 
Avec cet ouvrage, Jacques Rossi espérait empêcher la jeunesse de reproduire ses erreurs en la décourageant de militer pour le communisme : « Il y a soixante-dix ans, je me suis engagé corps et âme dans le mouvement communiste, sincèrement persuadé de défendre la cause de la justice sociale, à laquelle je suis toujours attaché. Ayons le courage de le reconnaitre : je me suis fourvoyé. Et il est de mon devoir de mettre en garde les honnêtes gens: "Attention, ne vous engagez pas sur cette voie qui aboutit fatalement à une catastrophe économique, sociale, politique, culturelle, écologique…" 
Peut-être que, sans mes années de Goulag, j'aurais eu du mal à le comprendre. ». 